# Pałac w Solnikach
Pałac w Solnikach – zabytkowy pałac w Solnikach – wsi w Polsce, w województwie lubuskim, w powiecie nowosolskim, w gminie Kożuchów. 

## Opis
Pałac wybudowany w XVI w. jako dwór, przebudowywany w XVII-XIX-XX w. wraz z oranżerią i parkiem tworzy zespół.